# Tarcie ślizgowe
Tarcie ślizgowe (tarcie suwne) – tarcie występujące na styku dwóch ciał stałych (jest tarciem zewnętrznym), gdy ciała przesuwają się względem siebie lub gdy ciała spoczywają względem siebie, a istnieje siła dążąca do przesunięcia ciał. Tarcie ślizgowe jest zjawiskiem powszechnym i występuje zawsze gdy styk ciał przenosi siłę nacisku, odpowiada ono za wiele zjawisk, występuje w większości urządzeń mechanicznych.

## Prawa tarcia
Podstawowe prawidłowości zachodzące dla tarcia suwnego znał już Leonardo da Vinci, pisał o nich Guillaume Amontons, a zbadał je dokładnie i upowszechnił Charles Coulomb. Prawa te są prawami empirycznymi, zostały sformułowane całkowicie na drodze obserwacji i doświadczeń. Dlatego nie są zawsze spełnione dokładnie.

### Pierwsze prawo tarcia
Siła tarcia ślizgowego między dwoma ciałami jest proporcjonalna do składowej normalnej siły utrzymującej ciała w zetknięciu, co wyraża wzór:
{\displaystyle T=\mu N,}
gdzie:
{\displaystyle N} – siła dociskająca powierzchnie trące, prostopadła do powierzchni styku ciał,
{\displaystyle \mu } – współczynnik tarcia.
Jeżeli ciała pozostają w spoczynku względem siebie, to siła tarcia równoważy działającą siłę. Wzór powyższy określa maksymalną wartość siły tarcia statycznego. Gdy ciała poruszają się względem siebie wzór określa wartość siły tarcia. Współczynniki tarcia kinetycznego i statycznego są zazwyczaj różne.
Siła tarcia statycznego ma kierunek działania siły równoległej do trących powierzchni i przeciwny do niej zwrot. Siła tarcia kinetycznego ma kierunek ruchu wzajemnego ciał, a zwrot przeciwny do zwrotu ruchu.

### Drugie prawo tarcia
Siła tarcia ślizgowego nie zależy od wielkości powierzchni zetknięcia ciał.

### Trzecie prawo tarcia
Z chwilą wprowadzenia ciała w ruch, siła tarcia nie zależy od prędkości.